# 멍키본
《멍키본》(영어: Monkeybone)은 미국에서 제작된 헨리 셀릭 감독의 2001년 다크 판타지  코미디 영화이다. 브렌던 프레이저 등이 출연하였고, 마이클 바너선 등이 제작에 참여하였다.
20세기 폭스에 의해 2001년 2월 23일 극장 개봉된 이 영화는 흥행에 실패했으며 대체로 부정 평가를 받았다.

## 출연진
실물
- 브렌던 프레이저
- 브리짓 폰다
- 크리스 커탠
- 잔카를로 에스포시토
- 로즈 맥가윈
- 우피 골드버그
- 데이브 폴리
- 메건 멀랠리
- 리사 제인
- 일랴 볼로흐
- 클로뎃 밍크
- 밥 오든커크
- 더그 존스
- 브라이언 스틸
- 리프 틸든
- 마이크 스타
- 토머스 헤이든 처치

목소리
- 존 터투로
- 조 랜프트
- 앨런 트라우트먼
- 마이크 미첼

인형 조종
- 줄리앤 부셔
- 폰스 마
- 앨런 트라우트먼

## 기타 제작진
- 총괄 제작: 크리스 콜럼버스
- 미술: 빌 보스
- 의상: 베어트릭스 어루너 퍼스토르
- 시각 효과 부문: 대니 김